# Медајна (Минесота)
Медајна (енгл. Medina) град је у америчкој савезној држави Минесота.

## Демографија
По попису из 2010. године број становника је 4.892, што је 887 (22,1%) становника више него 2000. године.
| Група             | 2000.         | 2010.         |
| Белци             | 3.877 (96,8%) | 4.562 (93,3%) |
| Афроамериканци    | 19 (0,5%)     | 47 (1,0%)     |
| Азијати           | 48 (1,2%)     | 156 (3,2%)    |
| Хиспаноамериканци | 33 (0,8%)     | 61 (1,2%)     |
| Укупно            | 4.005         | 4.892         |